# Massamasso Tchangai
Komi Massamasso Tchangai (Ketao, Togo, 8 de agosto de 1978 - Lomé, Togo, 8 de agosto de 2010), fue un futbolista togolés, se desempeñaba como defensa y lateral.

## Biografía
Tchangai fichó por el Udinese en 1998, habiendo debutado con la selección de fútbol de Togo 2 años atrás, estando en el Udinese, jugó cedido en 3 clubes, así que realmente con el Udinese solo disputaría un partido. Entre 2002 y 2006 jugaría en el modesto Benevento italiano, ese mismo año ficharía por el que sería su último club, el Al-Nassr.

### Carrera internacional
Tchangai debutó con la selección de fútbol de Togo en 1996 en un partido contra el Congo, participó en cuatro Copas de África y fue convocado para el Mundial 2006.

### Participaciones en Copas del Mundo
| Mundial                        | Sede     | Resultado    | PJ | G |
| ------------------------------ | -------- | ------------ | -- | - |
| Copa Mundial de Fútbol de 2006 | Alemania | Primera fase | 3  | 0 |

## Fallecimiento
Tchangai murió el 8 de agosto de 2010, justo el día de su 32 cumpleaños mientras estaba en la ciudad de Lomé para responder a una acusación relacionada con drogas, falleció debido a una insuficiencia cardíaca.

## Clubes
| Club          | País         | Años        |
| ------------- | ------------ | ----------- |
| ASKO Kara     | Togo         | 1995 - 1996 |
| CA Bizerta    | Túnez        | 1996 - 1998 |
| ND Gorica     | Eslovenia    | 1998 - 1999 |
| De Graafschap | Países Bajos | 1999 - 2001 |
| AS Viterbese  | Italia       | 2001 - 2002 |
| Benevento     | Italia       | 2002 - 2006 |
| Al-Nassr      | Arabia Saudí | 2006 - 2010 |